# 恶魔五人组
《恶魔五人组》（英語：Devil Times Five）是一部1974年的美國砍杀电影，由西恩·麥格雷戈和未署名的大衛·謝爾登執導，由索瑞爾·布克、金·埃凡斯、雪萊·莫里森和利夫·加勒特主演，還有加勒特現實生活中的妹妹唐·林恩和他們的母親卡罗琳·斯特拉里。影片講述了四個心理病态的殺人兒童在一個神秘修女的陪同下，到湖邊的小木屋裡向一些勢利的度假者尋求住处，結果卻一個一個地謀殺了他們。

## 剧情
在加利福尼亚州箭頭湖的一个雪山上，一辆从精神病院运送儿童的面包车坠毁，除了一位年轻的修女汉娜和四个孩子苏珊、莫、戴维和布赖恩外，大部分乘客都死了。孩子们和汉娜修女徒步旅行，寻找住处。与此同时，在洛杉矶，朱莉和男友里克前往箭头湖，去她父亲——房地产大亨多克老爹的湖边小屋看望他。
朱莉和里克来到小木屋，与多克老爹的商业伙伴哈维·贝克曼和妻子露丝一起；朱莉目睹多克老爹的新任年轻妻子洛夫利勾引智力障碍的家仆拉尔夫，引发了一场争吵。与此同时，四个孩子闯入了多克老爹小木屋的酒窖。在坠毁的面包车上，孩子们的医生布朗恢复了知觉，开始疯狂地寻找孩子们。他跟踪他们到了酒窖，孩子们在汉娜修女的帮助下谋杀了他。他们把他的尸体埋在雪地里。
早上，孩子们让小木屋的住客吃了一惊，多克老爹同意让他们住一晚。在谈话中，戴维告诉哈维，他和其他人在去好莱坞拍电影的路上，他们的面包车坠毁了。当晚晚餐后，戴维和布赖恩潜入拉尔夫的小屋，关掉了发电机。当拉尔夫去检查时，他被陷阱勒死了。
第二天，里克发现拉尔夫的尸体吊在发电机前的绳索上。多克老爹认为拉尔夫是自杀，但里克怀疑是孩子们干的。他随后发现多克老爹的车被人动过手脚，家里的枪和刀也不见了；他担心孩子们要对他们不利。正在化妆和穿裙子的戴维无意中听到里克说出了他的猜测。不久之后，戴维在外面劈柴时用斧头把哈维砍死了。
汉娜修女将拉夫利淹在浴缸里，同时莫将多克老爹养的食人鱼放进洗澡水里。多克老爹看到孩子们在雪地上拖着拉夫利的尸体，便追到拉尔夫的小屋，也被陷阱杀死。孩子们带着偷来的枪支回到木屋，首先攻击露丝，露丝恳求苏珊放他们走；孩子们把露丝浇上汽油，然后苏珊把点燃的打火机扔到她身上，把她活活烧死。里克和朱莉想要乘船逃走，但戴维用枪逼迫他们回到木屋，两人把自己关在二楼的卧室里。
早上，戴维用梯子爬到卧室的窗户上，用一根杆子穿过玻璃刺中了朱莉的脖子将她杀死。里克现在孤身一人，走投无路，他看到孩子们兴高采烈地将雪球扔向多克老爹的尸体。这激起了里克的愤怒，他决定出去与孩子们对峙，但却被狩獵陷阱困住。汉娜修女用刀子割破了瑞克的喉咙杀死了他。所有的成年人都死了，孩子们把他们的尸体拖进拉尔夫的小屋，让他们坐在桌子周围，像玩娃娃一样玩弄他们。不一会儿，苏珊和布赖恩说该是时候继续前进了。莫说她想玩儿，汉娜修女回答说他们会找到新的“玩具”来玩。
影片在“开始”的字样中结束。